# 예술로서의 비디오 게임
예술 형식으로서의 비디오 게임이란 개념은 엔터테인먼트 산업 분야 안에서 논란이 많은 주제이다. 미국 연방 대법원은 비디오 게임이 창의적인 작업임을 인정하고 법적으로 보호하였다. 그러나 ‘비디오 게임이 예술작업인가’ 라는 철학적인 문제는 여전히 의문으로 남아있다. 심지어 그래픽과 음악 같은 창의적인 요소로서 기여될 때조차도 그러하다. 심지어 의도적으로 창의적인 표현 작업이 되도록 디자인된 아트 게임도, 몇몇 비평가들에 의해 과연 그것이 예술 작업인지 이의를 제기당하고 있다.

## 역사
예술 형식으로서의 비디오 게임을 제도적으로 고려한 초기의 사례로는 1980년대 후반 미술관들이 구식인(outdated) 1세대와 2세대 게임들을 전시한 회고전들의 예가 있다. 1989년 뉴욕 동영상 박물관에서 열린 <뜨거운 회로 : 비디오 아케이드 Hot Circuits : A Video Arcade>전을 기획한 큐레이터는 비디오 게임을 예술적 질이 예견된 (지금은 예술작품이 아니지만 앞으로는 그렇게 될) 작업들로 보고서 전시를 했다. 이러한 주제에서 더 나아간 탐구의 예로는 1990년대 말에서 2000년대 초에 이뤄진 몇몇 전시들의 사례가 있다. 워커 아트센터의 <인터페이스를 넘어서 Beyond Interface> (1998),, 온라인에서 이뤄진 <미로를 크래킹하기 – 해커 예술로서의 게임 플러그인들 Cracking the Maze - Game Plug-Ins as Hacker Art> (1999), 캘리포니아 대학교 벨 센터에서 열린 <시프트-컨트롤 Shift-Ctrl> (2000), 그리고 그 외 2001년에 열린 몇몇 행사들 이 그러한 사례들이다.
마르셀 뒤샹 스타일의 레디메이드나 “발견된 예술”로서 비디오 게임을 바라보는 관념은 초기에 아트 게임을 발전시킨 사람들 사이에서 반향을 일으켰다. 티퍼니 홈스(Tiffany Holmes) 교수는 2003년 "디지털 예술과 문화(Digital Arts and Culture)"에 실은 <고전 아케이드 게임은 예술을 포괄하는가? 아트 게임 장르의 최근 동향 Arcade Classics Span Art? Current Trends in the Art Game Genre>에서 그는 디지털 아트 커뮤니티 내의 최근 중요 동향 중 하나는 <브레이크 아웃>, <아스트로이드>, <팩맨>, <버거타임> 같은 초기 고전 게임들을 참조하거나 그에 대한 오마주를 담은 플레이 가능한 비디오 게임 작품을 개발하는 것이었다고 적었다. 이들은 초기 게임들의 코드를 수정해 극히 단순화시키거나, <퀘이크> 같은 복잡한 게임들의 예술 모드(기존 게임의 요소들을 바꿔 다른 게임을 만드는 것)를 만들었다. 아트 게임 장르는 상업 게임과 동시대 디지털 아트의 교차 지점으로 등장했다.
셀리아 퍼스 교수는 2010년 조지아주 애틀랜타에서 열린 게임예술사학회에서, 마르셀 뒤샹의 예술 생산과 1960년대 플럭서스 운동, 그리고 1960년대 후반에 있었던 뉴 게임 운동을 함께 엮으면서 보다 현대적인 “아트 게임”의 길을 닦았다. 퍼스에 따르면, 예술가 란츠의 <팩 맨해튼> 같은 작업은 퍼포먼스 아트 작업 같은 것이 되었다. 보다 최근에는, 아트 게임과 인디 게임 사이에서 강한 공통분모가 나타나고 있다. 퍼스는 아트 게임을 보다 많은 관중들에게 선보이고 인디 게임 안에서 아트 게임의 보다 큰 탐구가능성 허락하는 한에서는, 아트 게임 운동과 인디 게임 운동의 만남이 중요하다고 강조한다.
2006년 프랑스 문화부 장관은 비디오 게임을 문화적 생산물로서, 그리고 “예술적인 표현의 형식”으로서 최초로 공식화했다. 그리고 이들 산업에 세금 지원을 승인하고, 두 프랑스 게임 디자이너 미셸 앙셀과 프레데리크 헤이날과 일본 게임 디자이너 미야모토 시게루에게 문화예술 공로훈장을 추서했다. 2011년 5월 미국 국립예술기금은 2012년도에 예술 프로젝트 보조금을 받을 수 있는 분야에 “상호작용 게임”을 포함시켰다. 이는 비디오 게임을 예술형식으로서 재인식한 것이었다. 비슷하게, 미 연방대법원은 2011년 6월 브라운 v. 엔터테인먼스 상인연합회 사건과 관련된 판결에서 비디오 게임의 표현은 다른 예술 형식들처럼 보호받아야 한다고 법적으로 규정했다.
비디오 게임과 예술 사이의 경계는 게임과 상호작용 예술 두 범주 모두에 들어맞는 작업들이 나오면서 점점 희미해지고 있다. 2012년 스미소니언 미술관에서 열린 <비디오 게임의 예술> 전은 비디오 게임의 예술적인 면이 발휘될 수 있도록, 고전 게임들과 이후 비디오 게임들이 창의적인 문화에 끼친 영향력을 포함해 디자인됐다. 비슷하게, 뉴욕현대미술관은 역사적으로 중요한 40개의 비디오 게임들을 컬렉션에 포함시켰다.

## 논란
예술 형식으로서의 게임에 대한 정의는 논쟁적이다. 비평가들이 그래픽 아트, 음악, 이야기 같은 전통적인 형식들이 가지는 예술적인 요소를 게임도 가질 수 있음을 절대 부인하지 않는 순간에도, 수많은 사람들은 게임이 예술작품이 아니며, 예술이라 불리는 존재로서의 능력을 가지지 못할 것이라고 주창해왔다. 나아가 논쟁을 부채질하는 것은 “예술”과 “게임”이란 단어의 규정과 관련된 차이에서 비롯된다. (예술의 경우 정적인 분석의 예술(analyzing static)과 상호작용 예술(interactive art)의 예가 있고, 게임의 경우 서사구상(plot) 중심의 게임과 비(非) 게임(nongame)의 유형의 예가 있다.)
2010년 라디오 쇼 ‘스파크(Spark)’의 노라 영(Nora Young)과의 인터뷰에서, 짐 먼로(Jim Munroe)는 예술로서 게임을 인정하는 것과 관련해 일부 문제들, 즉 비디오 게임들은 매우 새로운 매체를 대표하며, 몇몇 비평가들은 이런 새로움에서 불안을 느낀다는 사실에 대하여 논했다. 먼로는 비디오 게임이 종종 이중의 표준에 직면한다는 점에 대해 지적했다. 만약 비디오 게임이 게임은 어린애들의 장난감에 불과하다는 전통적인 관념에 따른다면 그것은 사소하고 비예술적인 것으로 가볍게 묵살되고 만다. 하지만 반대로 만약 그들이 게임 속에 심각하고 어른스러운 주제를 제시함으로써 한계를 초월한다면, 그것은 전통적인 관념에 의해 요구된 바로 그 비예술적인 사소함이라는 표준을 고려하는데 실패했다는 부정적인 비판과 논란에 직면하게 된다. 그는 나아가 비디오 게임 같은 종류의 예술을 잘못 정의하는 것에 대해 지적한다.
비디오 게임이 장에 직면한 어떤 문제를 묘사하고 설명하는 것은, 문학이 영화에 맞게 각색될 때 선적인 서사구조(plot)에 따라 일방적이고 비상호작용적으로 구성되는 것과는 다르다. 비디오 게임의 발전은 그보다는 건축의 디자인과 비교될 만하다. 게임 디자이너는 (종종 3차원의) 가상 공간이나 세계를 만든다. 그리고 플레이어는 그 안에서 그들만의 방식으로 그것을 경험한다.

### ‘예술로서의 비디오 게임’에 대한 이버트의 의견
2000년대 중반 미국의 영화 평론가 로저 이버트는 일련의 논란이 많은 논쟁에 참여하고 대담을 출판하였다. 이는 대중 사이에서 비디오 게임이 공평하게 예술로서 고려될 수 있는가에 대한 물음이 광범위하게 제기되게끔 만들었다. 게임 <둠>의 지식이 영화 《둠》(이버트는 이 영화에 별 한 개를 줬다)에 대한 적절한 이해를 바탕에 두고 있는가에 대한 2005년의 온라인 토론에 대한 답변으로서, 이버트는 비디오 게임을 인정받는 예술 형식과 비교가 불가능한 비예술적인 매체로 묘사했다.
나의 지식에 따르면, 위대한 드라마 작가, 시인, 영화제작자, 소설가, 작곡자와 비교해볼 때, 그 (게임) 영역 안의 혹은 밖의 그 누구도 게임의 상대적 가치에 대한 근거를 들지 못한다. 내가 보기엔, 그 게임은 시각적인 경험의 예술적인 중요성을 갈망할 수 있다. 그러나 대부분의 게이머들에게, 비디오 게임은 우리가 우리자신을 보다 문화화된, 문명화된, 이해심 있는 존재로 만들 수 있을 값진 시간의 낭비를 의미할 뿐이다.

2006년에 이버트는 국제 정세에 관한 회의(Conference on World Affairs)에서 열린 “방대한 논쟁: 비디오 게임은 예술 형식인가?”라는 제목의 공개토론회에 참여했다. 그 토론회에서 그는 비디오 게임은 다른 예술처럼 인간 존재의 의미를 탐구하지 않는다고 말했다. 1년 뒤 토론회 참여자였던 클라이브 바커(Clive Barker)에게 응답하는 답변에서, 이버트는 보다 더 나아가 비디오 게임은 순응적인 특성을 보여주며, 그렇지 않으면 다른 예술 형식들을 망칠 것이라고 말했다. 한 예로 이버트는 로미오와 줄리엣의 (게임) 버전이 선택적인 해피엔딩을 허락한다면 어떨지 문제를 제기했다. 이버트는 이러한 선택이 원작의 예술적인 표현을 약화시킬 것이라고 주장했다. 2010년 4월에 그는 댓게임컴퍼니(thatgamecompany)의 켈리 산티아고(Kelee Santiago)가 2009년에 기술 엔터테인먼트 디자인 회의(Technology Entertainment Design Conference)에서 했던 발표를 해부하는 글을 출판했다. 그 글에서 그는 또 다시 게임은 규칙을 가지고 있으며 목표 기반의 상호작용성에 바탕을 두고 있기 때문에 절대 예술이 될 수 없다고 주장했다.

예술과 게임의 당연한 한 가지 차이는 당신은 게임에서 이길 수 있다는 것이다. 게임은 규칙(rules), 점수(points), 목적(objectives), 결과(outcome)를 가지고 있다. 산티아고는 아마 점수나 규칙 없이 몰입적인 게임의 예를 들것이다. 그러나 이는 게임이 되기를 중단하는 것이며, 이야기, 소설, 연극, 춤, 영화의 재현이 되는 것일 뿐이다. 이러한 예술들에서 당신은 이길 수 없다. 당신은 오직 그것들을 경험할 수만 있다.

산티아고를 포함해, 비디오 게임을 예술적인 매체라 믿는 사람들, 선사시대의 동굴회화 비슷하게 단지 게임은 예술 상 초창기 단계에 있을 뿐이라 믿는 게임 커뮤니티 사람들은 에버트의 글을 강력하게 비판했다., 이후 2010년에 이버트는 자신의 답변을 정정했다, 그는 게임이 비전통적인 측면에서 정말 예술이 될 수도 있을 것임을 인정했다. 그리고 그는 <교토의 우주론 Cosmology of Kyoto>을 플레이하길 즐겼었다고 본래 썼던 주장 글에 몇몇 댓글을 달았다.
비록 이버트는 이후 이 쟁점에 대해 말하지 않았고, 그의 관점은 논란 속에서 궁지에 빠진 채 남아있지만, 비디오 게임이 상업적인 매력과 선택-구동의 서사 구조를 가지고 있기 때문에 순수 예술(fine art)로서 부적격이라는 개념은 수많은 비디오 전문가들에게 어떠한 확신을 주었다. 브라이언 모리아티(Brian Moriarty)는 2011년 3월에 <로저 이버트에 대한 변증론(Apology)>이라는 이름의 강연에서, 비디오 게임은 거의 전통적인 규칙 기반 게임의 확장이었으며 그 게임들 속에는 체스나 바둑이 그랬던 것처럼 어떤 예술로 선언하려는 요청이 없었다고 강조했다. 그는 이버트가 보여준 관점, 그리고 쇼펜하우어의 미학을 되짚어보며 (즉 순수 예술 또는 숭고의 예술) 게임을 예술로서 고려한 낭만주의적인(Romantics) 자신(모리아티)의 관점은 극히 예외적으로 희귀한 예였으며, 이버트는 “거의 어떤 영화도 예술이 아니다” 라고 이미 주장했던 것처럼 비디오 게임도 한결 같이 예술적인 가치가 없는 것으로 보려 했다는 점을 지적했다. 모리아티는 비디오 게임을 키치(kitsch)와 비교하고, 비디오 게임의 미학적 감상을 캠프(camp)로 묘사하면서 근대 이후에 “예술”이라는 정의가 로우 아트(low art)를 포함해 확장되는 것을 비난했다. 그는 또한 상업적 힘의 영향에 의해 오염된 인디 게임과, 게임 디자이너가 사용하는 “미끄러운(다루기 힘든, slippery)” 도구를 주어진대로 사용해 예술을 만드는 것의 어려움에 대해 말했다. 궁극적으로 그는 플레이어의 선택이 게임에 반영되며, 작가의 조종에 의해 억지로 왜곡된 채 작품과 청중의 상호작용이 일어나는 비디오 게임은 구조적으로 “예술”이란 용어가 적용될 수 없게 되고, 따라서 예술에 대한 표현을 부정하게 된다고 결론을 내렸다. 비디오 게임 예술가 잭 게이지(Zach Gage)는 이 강연을 차례차례 날카롭게 비판했다.

### 다른 주목할 만한 비평들
저명한 게임 디자이너 코지마 히데오는 2006년 미국 플레이스테이션 2 공식 잡지(US Official PlayStation 2 Magazine)와의 인터뷰에서 그는 비디오 게임이 예술이 아니라는 에버트의 평가에 동의한다고 말했다. 코지마는 게임이 예술작품을 포함하고 있음을 인정했다. 그러나 그는 예술이 지향하는 틈새의 관심과 대조적으로 비디오 게임은 본질적으로 대중적인 성향을 가짐을 강조했다. 코지마는 예술이 적게는 한 사람만을 대상으로 삼는데 반해, 모든 비디오 게임은 100% 플레이어의 만족을 달성하는 것을 지향한다고 하면서, 비디오 게임 창작은 예술적인 시도보다는 서비스에 주안점을 주어야 한다고 주장했다.
2010년 게임예술사학회에서 미카엘 사민(Michaël Samyn)과 오리어 하비(Auriea Harvey (인디 게임 스튜디오 테일 오브 테일즈(Tale of Tales)의 창립 멤버)는 확실하게 “게임은 예술이 아니다”라고 주장했다. 그리고 그들은 대체로 “시간을 낭비한다”고 말했다. 게임과 예술 간 차이에 대한 테일 오브 테일즈의 중심적인 생각은 예술의 반대하면서 목적의식이 분명한 게임의 본질을 만드는 것이다.

## 다른 지역의 사례

### 대한민국

#### 주요 행사
대한민국에서 구체적으로 게임을 주제로 다룬 행사로는 다음의 행사들이 있다.
2012년 1월 20일 : 313 Art Project 갤러리에서 넥슨 사에서 기획한 기획전 'BORDERLESS'가 열렸다.
2012년 6월 25일 : 경기도미술관에서 바츠 해방전쟁을 주제로 전시회가 개최되었다.
2013년 10월 11일~13일 : 대구에서 'e-Fun 2013' 축제가 열렸다. 이 행사는 게임의 문화예술화를 표방하며 거리축제를 열었다.
2016년 6월 20일 : 백남준아트센터에서 기획전<뉴 게임플레이(New Gameplay)>展이 개최되었다.
2017년 1월 20일 : 백남준아트센터에서 <게임잼: 예술, 정치, 디지털 게임>이 개최되었다.
게임과 예술을 주제로 열린 토론회는 다음과 같다.
2013년 12월 11일 : 서울 역삼동 D.CAMP에서 ‘게임은 문화다!’ 컨퍼런스가 열렸다.
2014년 6월 18일 : 국회도서관 강당에서 ‘게임 중독인가, 예술인가?’ 정책 토론회가 열렸다.
2014년 6월 26일 : 한국 게임학회가 숭실대학교 벤처중소기업센터 309호에서 '제1회 대한민국 게임포럼' 행사를 열었다.

#### 대한민국 내 게임과 예술의 관계에 대한 논의 상황
2013년 대한민국의 상황을 볼 경우, 게임은 예술로서 숙고되고 성찰되기보다는 유해산업으로서 인식되고 있다. 전길남 교수는 게임 셧다운제 등을 향해 "한국은 걸핏하면 규제부터 하려고 한다"고 비판했다. 이는 정부 주도의 산업 발전 정책과 과거의 전범(典範)을 중시하는 사회적 통념에 의해 만화같은 산업이 검열 제한을 받았던 상황과 유사하다. 예술과 검열의 문제는 비단 만화, 게임에만 국한되는 문제가 아니다. 공공미술 같은 다른 예술분야에서도 정부중심의 하향식 정책에 대한 부작용을 지적하는 의견이 많다.
예술을 비롯한 문화 창작물은 만들어지는 과정의 특성상 공장에서 상품을 만들어내듯 일괄적으로 생산해낼 수 없다. 문화 창작물을 만드는 과정에서는 '완성된 창작물을 보았을 때 관객(혹은 이용자)이 만족할 것인가?', '관객을 만족시키려면 어떤 요소를 창작물 창작 과정에 투입하여야 하는가?', '그 만족의 지속시간을 길게 하려면 어떻게 해야 하는가?' 등과 같은 물음에 대한 성찰과 숙고의 과정을 필요로 한다. 이는 소위 '창의력'을 필요로 하는 과정이며, 창작물 창작자가 이러한 창의력을 발휘하기 위해서는 여유나 사색을 할 수 있는 환경을 만들어주어야 한다.
그러나 성과지향주의적인 관료문화의 분위기, 정부의 통제에 거스르는 요소들을 배제하려는 분위기는 앞서 언급한 여유로운 창작물 창작 환경 조성을 어렵게 만든다. 또한 지배자로서의 정부 정책 뿐 아니라, 창작물의 본질적 의미(그 창작물이 말하고자 하는 바, 혹은 부여가능한 의미)는 무시하고 상품적 가치와 생산성 향상(수익, 관객수 등 수치상의 가치)만을 중시하는 사회 문화 구조와 분위기 또한 이런 창작물 창작 환경 조성에 악영향을 미친다. 소비자(관객) 뿐만 아니라 창작물 생산자(작가) 또한 창작물 창작에 대해 고민하지 않고 타성에 젖어 엇비슷한 창작물만 양산한다면, 문화강국이라는 목표는 구호에 그칠 수밖에 없을 것이다.
현재 한국에서 사진, 영화, 만화 등의 분야는 이미 문화매체로서 인정받고 있다. 서양에서 사진, 영화, 만화 같이 19-20세기에 등장한 기계매체는 발터 베냐민이 기술복제시대의 예술작품 같은 저술을 통해 고찰하면서 이미 예술로서 인정받는 과정을 거쳤다. 물론 그 이전에는 사진, 영화, 만화 역시 그저 흥밋거리 오락으로만 여겨졌다. 한 예로, 20세기 초 프랑스에서 영화는 '저속한 문화'로 경멸당하기도 했다.
- "프랑스에서 탄생 초기의 영화는 전용 상영관 없이 장터극장(fête forain)을 떠돌며 상영되었고, 1896년에야 겨우 파리와 리옹에 전용 상영관이 나타났다. 대부분의 대도시에서는 영화업자들이 일정 기간을 임대로 상영관을 확보하여 상영되기도 했다. 그러나 1897년 5월 4일의 파리 자선 바자회 화재로 부유층 인사 128명이 죽는 사고가 일어나자 영화는 위험한 오락이라는 인식이 널리 퍼져 본격적인 영화 상영관 건립이 불가능하게 된 적도 있었다. 게다가 처음에는 신기하기 짝이 없던 활동사진이 그 길이가 너무 짧고 천편일률적인 내용 때문에 중산층 이상의 사람들과 대다수 지식인들은 영화를 경멸하는 풍조까지 나타났다. 당시의 장터를 중심으로 한 극장에서는 영화 1편당 한 쇼트로 구성된, 대략 1분 정도의 상영시간을 가진 필름을 10여 편 정도 보여주고 1프랑 내지 50 상팀을 받는 것이 일반적이었다. 상영 중에는 변사의 해설이나 손풍금 따위의 음향효과가 뒤따랐고, 초기의 뤼미에르식의 기록영화 위주에서 차츰 벗어나 희극적이거나 남녀관계에 관한 내용이 가미되면서 서민들이 즐기는 오락으로 자리 잡게 된다."[37]

현재 게임 분야는 단순한 오락거리로 여겨지는 단계에서 나아가 다양성을 확보하고 사회, 문화적으로 인정받는 단계로 나아가야 할 것이다. 하지만 게임은 아직 오락이나 눈요깃거리 수준으로밖에 인정받지 못하고 있는게 현실이다. 대다수 대중은 영화나 만화가 게임보다 수준이 높고 큰 만족감을 주는 매체로 인식한다. 전길남 교수조차 "온라인게임 2시간과 디즈니나 미야자키 하야오의 영화 2시간을 비교하면 아직은 영화의 만족감이 높다. 온라인게임의 역사는 고작 20~30년일 뿐이고, 영화는 100년이 넘었기 때문이다. 쉽게 경쟁할 수 없겠지만, 온라인게임은 앞으로도 도전해야 한다." 고 말하였다.
2013년의 1/4분기의 상황을 보면, 현재 성숙과정에 있는 게임과 관련된 문화 속에서는 이를 예술(혹은 독창적 창작물)로서 인식하고 성찰하는 토양이 조성되지 못하고 있다. 단순히 상업적 가치로만 평가하는 분위기속에서 게임같은 새로운 매체를 예술로서 숙고하는 자세를 가지기는 어려울 것이다. 상업 생산자 측에서는 게임을 제작할 때 상업적 이윤만을 목적으로 하는 분위기가 강하다. 한 예로, 모바일 게임 시장에서는 표절 문제가 심각한 부작용으로 대두되고 있다. 이 과정에서 돈만 벌면 된다는 사고 방식이 팽배하면서 운영미숙 문제나 표절 문제 등이 불거져 나오고 있다. 그리고 수용자인 유저들 역시 이전의 한국형 게임 문화를 일방적으로 수용하면서 답습할 뿐, 서구지역의 게이머들처럼 적극적으로 어떤 요구나 주문을 하진 않고 있다.
게임산업에서 일부 국한된 요소에만 편중해 게임을 제작하는 태도도 문제로 보인다. 심즈 같은 육성 시뮬레이션 게임이나 퍼즐 같은 캐주얼 게임 장르를 제외하면, 현재 게임 시장에서 유통되는 게임들은 대부분 FPS나 액션 장르같은 것들이며, 이는 젊은 남성 이용자들의 취향만을 반영하고 있다. 이러한 게임들은 표피적으로 사실적인 그래픽과 전투에 치중한 액션 묘사에 치중하고 있다. 이는 세계 게임산업이 공통적으로 가지고 있는 문제이다. 메리 플래너건 등의 게임 이론가들은 이에 대해 비판하기도 했다.
게임산업계가 아닌 예술계 종사자들의 경우 소위 뉴미디어 아트의 일환으로 게임에 주목하나, 이는 일부 소수에 국한된다. 이미 1990년대 때부터 디지털 기술을 매체로서 다뤄온 사례가 있지만, 아직까진 대한민국 대중들에게 예술로서의 게임이 널리 알려져 있진 않다. 대부분의 경우 서울시립미술관, 경기도미술관, 아트센터 나비, 앨리스온 같은 관련 기관들을 중심으로 산발적인 예술작업과 전시가 이뤄졌다. 서울시립미술관은 <미디어시티 서울 비엔날레>를 개최하고 있다. 경기도미술관에서는 <바츠혁명전>을 열었다. 앨리스온에서는 뉴미디어아트 국제 심포지엄 <Next Level of Art : Game>을 개최한바 있다. 특별히 넥슨 사의 경우 2012년 1월 20일부터 2월 2일까지 313 아트 프로젝트를 통해 <BORDERLESS> 전시회를 열기도 했지만, 전통적인 조각이나 회화의 방식으로만 접근해 예술적으로 '게임만의 무언가'를 보여주지는 못하였다는 평가를 받고 있다.
하지만 점차 게임산업계에서도 게임의 예술성을 발견하려는 움직임이 보이고 있다. 예술과 게임이 본질면에서 놀이라는 공통된 요소를 지니고 있다는 점에서 비슷하다는 지적도 나오고 있으며, 해외의 경우 실제로 게임 기술을 이용해 작품을 제작하는 예술가도 나오고 있다. 그리고 게임 중독 논쟁과 맞물려 게임과 예술의 관계를 확인하는 토론회도 개최되고 있다. 하지만 아직은 이런 토론회가 게임은 예술이라는 쪽으로 대중의 인식을 바꾸어 놓을 정도로 영향을 미치진 못하고 있는 것으로 보인다.
2013년 열린'게임은 문화다!' 토론회에서 진중권 교수는 한국 사회에 만연한 게임공포증의 원인에 대해 진단을 내놓았다. 이인화 교수는 “게임업계가 한참 산업적으로 성장할 때 어느 누구도 게임의 문화적 가치를 고민하지 않았다. 일부 사람들은 오히려 문화적 가치는 영화나 드라마에서 찾으라며 노골적으로 산업적 가치에만 몰두하기도 했다. 그 결과 이제 ‘게임은 문화다’는 말은 기성세대 대다수가 거부감을 나타내는 프레임이 됐다. 업계 스스로 자신들의 가치를 깎아 내린 셈이다”고 말했다. 김광삼 교수는 중독법 논란을 해결하는 방법에 대해서는 기본적으로 ‘화난 사람’들과의 싸움인 만큼, 방법은 다양하지만 효과적인 방법을 취해야 한다고 주장했다. 김광삼 교수 또한 중독법을 반대하고 있는 업계가 산업적인 성과만 내세우고 있음을 지적하며, 이는 성장과 성취만으로 칭찬받고자 하는 유년기의 모습이라고 말했다. 논리 등으로 대응하는 것은 화난 사람들끼리의 힘 싸움이고, 기회가 보일 때 손을 내미는 동작을 취하는 것 또한 방법이라는 것이다.
2014년 6월 18일에 열린‘게임 중독인가, 예술인가?’ 정책 토론회의 경우 김광진 의원이 '문화예술진흥법 일부개정법률안'에 게임을 포함시키는 안을 발의하는 과정에서 부수적으로 열린 토론회였다.‘게임 중독인가, 예술인가?’토론회는 참여 토론자들이 게임의 해외 사례들을 나열하고 예술적 가능성을 따져보는 식으로 진행되었다. 이 과정에서 일부 방청객은 토론자들에게 금일 토론회의 주제가 모호하다고 지적하기도 했다. 또한 의문을 제기한 방청객은 게임의 중독성과 예술성이 공존할 수 있는 것인지, 혹은 상호배타적인 것인지에 대한 의문을 제기하면서, 게임 중독법을 막기 위해 '예술'이라는 점을 내세우고 있는 것은 아닌지 질문했다. 이어 방청객은 "애니팡을 해보면 예전에 어디선가 해봤던 게임같아요. 그런 게임들은 저에게 있어 예술이 아니에요"라고 발언하며, 새로운 창조물이 아닌 기존의 문화 콘텐츠와 유사한 게임은 예술이라고 말할 수 없다고 이야기했다. 구체적으로 “너무 예술적인 사례만 말하는 것 아닌가? <리니지>같이 중독적인 게임을 예술이라고 할 수 있는가? 나는 <애니팡>을 하며 예술성을 느끼지 못했다”고 말하기도 했다. 이에 대해 진중권 교수는“포르노가 잘나간다고 영화가 예술이 아니라고 할 수 있는가?”라고 방청객에게 반문하기도 했다. 한편 이동연 교수는 게임계 종사자들에게 다음과 같은 지적을 하기도였다.
- "회의 막바지에 산통을 깨는 소리일지도 모르겠지만 게임사가 지금보다 매출을 줄여야 한다고 생각한다. 현재 게임산업의 규모는 크지만, 그에 비해 문화 연구 수준은 중세시대에 머무르고 있는 정도다. 전부터 게임과 문화에 대한 연구가 필요하다고 지속적으로 말해 왔는데 이득만 추구하는 현재 상황을 보니 어쩌면 게임 중독법 발의가 당연히 벌어질만한 일이 아니었나 싶기도 하다. 지금이라도 매출을 줄이고 기업들이 문화 연구에 힘쓰지 않는다면, 앞으로도 제2, 제3의 중독법이 나타나 업계의 목을 죌 것이 분명하다. 앞으로 게임과 문화에 대한 연구도 기업 차원에서 활발히 전개되었으면 하는 바람이다."[52]

2014년 6월 26일 제1회 대한민국 게임포럼에도 참석한 진중권 교수는 '미디어로서의 게임'에 대해 좀더 자세한 내용을 발표했다. 진중권 교수는 디지털 테크놀로지와 관련해서 사람의 의식구조와 생활 세계가 어떻게 변하는가를 '파타피지컬(pata-physical)'이란 개념을 도입해 설명했다. 진중권 교수의 개념 정의에 따르면, 파타피지컬은 가상현실과 증강현실이 동시에 사용되면서 현실과 가상이 중첩되는 세계를 말한다. 그러면서 산업사회가 호모 사피엔스(Homo Sapiens, 생각하는 사람)을 요구했다면, 정보사회는 호모 루덴스(Homo Ludens, 유희하는 사람)를 요구하고 있다고 주장했다. 그리고 오늘날 정보사회의 노동자들은 정보 노동에 필요한 기술적 훈련들을 컴퓨터 게임을 통해서 하고 있다고 주장했다. 그러면서 18세기에 미학이 예술을 하나의 시스템으로 만들고 철학적 수준으로 올리는데 공헌한 것을 언급하며, 게임학 등의 게임 관련 학문들도 게임의 가치를 재고하는 깊이있는 연구를 해야 한다고 지적하였다.
그러나 이런 행사나 활동에 반대하는 움직임도 있다. 게임을 예술로 '포장'할 필요가 있느냐고 반론하는 사람들이 있다. 또한 게임은 게임이고 예술은 예술일 뿐이라 구분지어 생각하는 사람도 많다. 혹자는 게임은 예술보다는 스포츠에 가까운 것이라고 생각하기도 한다.

## 같이 보기
- 게임
- 콘솔 게임
- 게임학
- 컴퓨터 게임
- 비디오 게임 목록
- 비디오 게임 아트
- 상호작용 예술(인터렉티브 아트)
- 머시니마
- 전자 언어 국제 페스티벌
- 플레잉 콜럼바인
- 게임 마스터들